# Pont de Vessy
Der Pont de Vessy über die Arve bei Vessy im Schweizer Kanton Genf ist ein wegweisender Brückenbau des Ingenieurs Robert Maillart aus dem Jahre 1936.

## Baubeschreibung
Durch mehrere innovative Interventionen konnte Maillart die Brücke sehr flach errichten, so dass ein Eindruck technischer Eleganz entstand (siehe Illustration). Der Stich, als das Verhältnis von Spannweite zu statischer Höhe, betrug nur etwa 1:12. So schmiegt sich die Brücke nah über den breit mäandernden Fluss, ohne dass die Strasse erst mit Rampenbauwerken an hoch gelegene Brückenenden herangeführt werden musste.

## Bautechnische Besonderheiten
Indem er die Vorteile von Dreigelenkbindern gegenüber den traditionellen Bogenbrücken erkannte, revolutionierte Maillart hier den Betonbrückenbau. Die von ihm (und später anderen) seit dem Bau seiner Tavanasa-Brücke (1905) gezeigten Hohlkästen tragen mittels Pendelstützen die dünne Fahrbahn. Die dreifache – nebeneinanderliegende – Verwendung desselben Binders ermöglichte die mehrfache Verwendung desselben Lehrgerüsts.

## Historische Würdigung
Maillart, der zu einer Zeit plante, als mit Baumaterial und Maschineneinsatz sehr sparsam umgegangen werden musste, hat gerade aus diesen Beschränkungen heraus eine filigrane Lösung entworfen. Die absolut ebene Fahrbahn überquert wie schwerelos den Fluss und scheint wie von einer Feder unterspannt. Das Ergebnis ist sehr materialsparend und stellt einen minimalen Eingriff in die Landschaft dar, war aber sowohl planungs- als auch arbeitsaufwändig.